# Néhou
Néhou település Franciaországban, Manche megyében. Lakosainak száma 608 fő (2022. január 1.). Néhou Magneville, Bricquebec-en-Cotentin, Golleville, Sainte-Colombe, Saint-Jacques-de-Néhou és Saint-Sauveur-le-Vicomte községekkel határos.

## Népesség
A település népességének változása:
| Lakosok száma | 544  | 445  | 443  | 521  | 580  | 611  | 626  | 614  | 608  | 608  |
|               | 1968 | 1982 | 1990 | 2006 | 2013 | 2015 | 2017 | 2019 | 2020 | 2022 |